# Paracrias strii
Paracrias strii är en stekelart som beskrevs av Schauff 1985. Paracrias strii ingår i släktet Paracrias och familjen finglanssteklar.
Artens utbredningsområde är Panama. Inga underarter finns listade i Catalogue of Life.